# Ton (snelheid)
Een ton is in Angelsaksische landen de aanduiding van een snelheid van 100 mijl per uur (≈ 161 km/h).
In de eerste helft van de 20e eeuw was de "Ton" een mijlpaal die gehaald moest worden. Aanvankelijk probeerde men motorfietsen te bouwen die bij recordpogingen op rechte wegen of op kombanen zoals Brooklands 100 mph haalden. Toen dat was gelukt, kwamen in de jaren 1930 de eerste motorfietsen op de markt die deze snelheid standaard konden halen. In het algemeen waren dat tweecilinders. Ze kregen zelfs vaak een typenaam die verwees naar de topsnelheid, zoals de Triumph Tiger T 100.
Voor eencilindermotoren duurde het langer alvorens de "Ton" in zicht kwam. Nog in de jaren 1950 konden eigenaren van Caféracers de eretitel "Ton-up Boy" verwerven door de 100 mijl per uur te halen. 
Tijdens races kon de "Ton" als mijlpaal dienen voor het rondegemiddelde of het racegemiddelde. Zo werd in 1955 al gejuicht tijdens de Isle of Man TT omdat Geoff Duke met de Gilera 500 4C de Ton had gereden, maar zijn snelheid werd herzien tot 99,97 mph. Hoe belangrijk de Ton was bleek toen het publiek hevig protesteerde en er zelfs een maandenlange discussie ontstond over de correctie van de tijd van Duke. Uiteindelijk werd de hele Snaefell Mountain Course nagemeten en toen bleek ze zelfs nog iets korter te zijn dan de officiële 37¾ mijl. Daarmee stond vast dat Geoff Duke de Ton nog niet gehaald had en zelfs niet sneller dan 97,93 mph was geweest. Pas in 1957 reed Bob McIntyre met een 500cc Gilera de Ton tijdens de Senior TT. Dat ging nog om de gemiddelde rondetijd. Pas in 1961 reed Mike Hailwood met een Norton Manx de eerste "eencilinder" Ton als racegemiddelde op Man. 
Soms was het voor organisatoren van races een grens die ze niet graag zagen naderen omdat boven de "Ton" de wedstrijden te gevaarlijk zouden worden.